# Diocesi di Sufasar
La diocesi di Sufasar (in latino: Dioecesis Sufasaritana) è una sede soppressa e sede titolare della Chiesa cattolica.

## Storia
Sufasar, identificabile con Amourah nella provincia di Djelfa in Algeria, è un'antica sede episcopale della provincia romana della Mauritania Cesariense.
Di questa antica diocesi è noto un solo vescovo, il cattolico Reparato, che partecipò alla conferenza di Cartagine del 411, che vide riuniti assieme i vescovi cattolici e donatisti dell'Africa romana; il vescovo donatista di questa sede non prese parte alla conferenza, perché recentemente deceduto. Reparato aggiunse che il territorio della diocesi di Numida dipendeva dalla sua diocesi ed era governato da un sacerdote del suo presbiterio.
A questa sede potrebbe appartenere anche uno dei due vescovi Sufaritani presenti al sinodo cartaginese del 484.
Dal 1933 Sufasar è annoverata tra le sedi vescovili titolari della Chiesa cattolica; dal 15 settembre 2022 il vescovo titolare è Francisco Javier Acero Pérez, O.A.R., vescovo ausiliare di Città del Messico.

## Cronotassi

### Vescovi residenti
- Reparato † (menzionato nel 411)

### Vescovi titolari
- Gaston-Marie Jacquier † (4 dicembre 1960 - 8 luglio 1976 deceduto)
- Stanislaw Adam Sygnet † (20 settembre 1976 - 1º novembre 1985 deceduto)
- André Vallée, P.M.E. † (28 ottobre 1987 - 19 agosto 1996 nominato vescovo di Hearst)
- Benjamín Castillo Plascencia (18 novembre 1999 - 8 febbraio 2003 nominato vescovo di Tabasco)
- Claude Champagne, O.M.I. (25 marzo 2003 - 5 gennaio 2009 nominato vescovo di Edmundston)
- Augustinus Kim Jong Soo (10 febbraio 2009 - 26 febbraio 2022 nominato vescovo di Daejeon)
- Francisco Javier Acero Pérez, O.A.R., dal 15 settembre 2022